# Prooedema
Prooedema és un gènere monotípic d'arnes de la família Crambidae descrit per George Hampson el 1896. La seva única espècie, Prooedema inscisalis, descrita per Francis Walker el 1865, es troba a l'Índia, Xina, Indonèsia, Filipines, Papua Nova Guinea i Austràlia, on s'ha registrat al Territori del Nord i a Queensland.
L'envergadura és d'aproximadament 30 mm. Les ales anteriors són de color groc amb dos semicercles marrons al marge interior. Les ales posteriors són de color marró i es decoloren a la base.